# トロパン
トロパン（tropane）とは、環状アミンの1種で、6員環のピペリジンに N-メチル基と炭素原子2個からなる架橋が付いた構造を持つ。不斉炭素原子を2個（橋頭の1位と5位）含むが、分子内に対称面をもつため光学異性体はない。
トロパン骨格を含むアルカロイドが多数知られ、トロパンアルカロイドと呼ばれる。これはオルニチンを原料として生合成される。ナス科（アトロピン、スコポラミン、ヒヨスチアミンなど多数）やコカノキ科（コカインなど）の植物に含まれる。このほか合成向精神薬にもトロパン骨格を持つものがある。架橋位置の異なる異性体にはイソトロパン（isotropane）がある。N-メチル基のない誘導体はノルトロパン（nortropane）である。